# Teddy Scholten

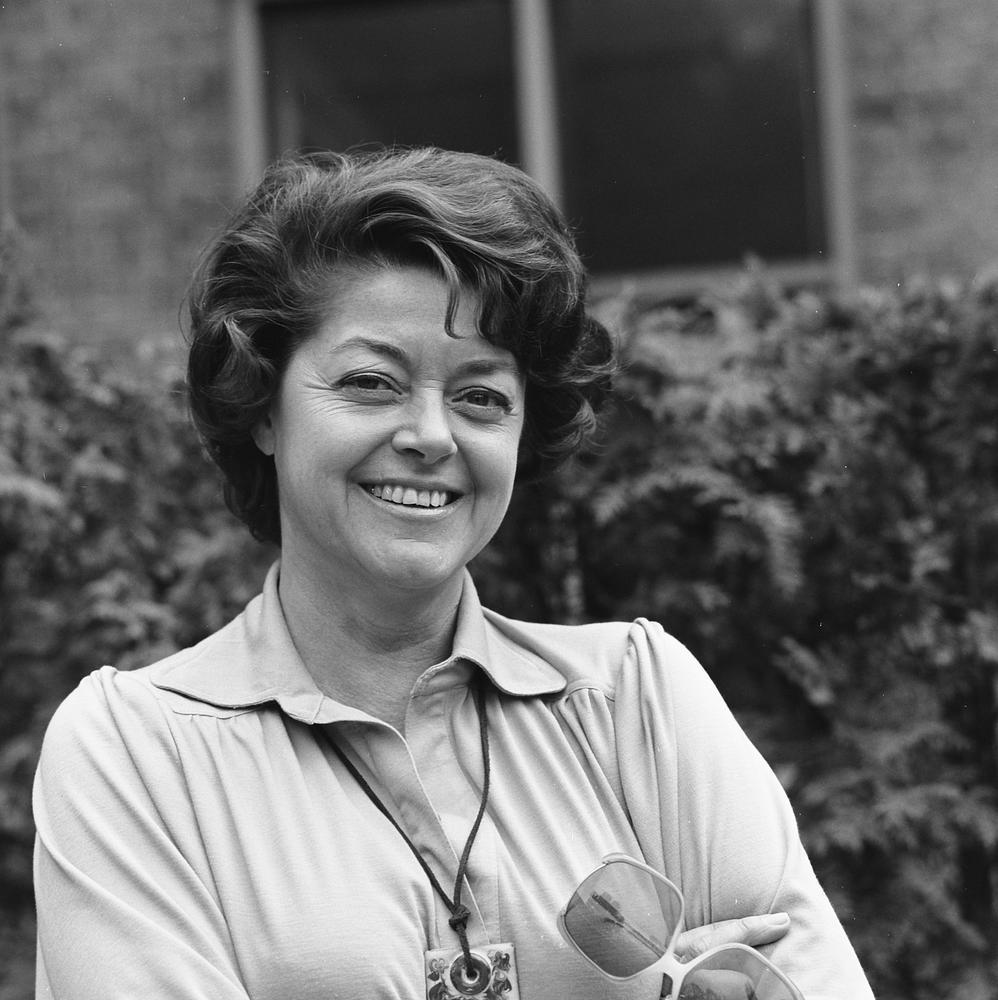
Teddy Scholten

Teddy Scholten-van Zwieteren (11 mai 1926 - 8 aprilie 2010) a fost o cântăreață neerlandeză care a câștigat concursul muzical Eurovision 1959 cu piesa Een Beetje (Puțin).